# Polyacanthonotus rissoanus
Polyacanthonotus rissoanus är en fiskart som först beskrevs av De Filippi och Verany, 1857.  Polyacanthonotus rissoanus ingår i släktet Polyacanthonotus och familjen Notacanthidae. Inga underarter finns listade i Catalogue of Life.